# Farkas Ignác (orvos, 1875–1943)
Farkas Ignác (Edelény, 1875. április 29. – Budapest, 1943. január 18.) urológus-sebész, főorvos, kórházigazgató, egészségügyi tanácsos.

## Életpályája
Farkas Bernát és Lux Betti fiaként született. Középiskolai tanulmányait a Miskolci Királyi Katolikus Gimnáziumban kezdte, majd az Aradi Királyi Főgimnáziumban érettségizett (1894). A Budapesti Tudományegyetem Orvostudományi Karán szerzett 1899-ben orvosi oklevelet. Az I. számú Bonctani Intézet tanársegédjeként kezdte meg működését, ahonnan az I. számú Sebészeti Klinikára került Dollinger Gyula professzor mellé. Ez idő alatt műtősebészi oklevelet nyert. Ezután a Budapesti Poliklinika Sebészeti Osztályán Illyés Géza főorvos mellett dolgozott. Az első világháború alatt mint ezredorvos teljesített harctéri szolgálatot és több kitüntetésben részesült. 1915 áprilisában a Nyomorék Gyermekek Országos Otthonának sebészfőorvosává választották. Leszerelése után katonai kórházak urológiai osztályának vezetője volt. Az 1925. december 17-én tartott ülésén a Pesti Izraelita Hitközség elöljárósága megválasztotta a Pesti Szeretetkórház újonnan alakult urológiai főosztályának vezetésére. Emellett az Országos Társadalombiztosító Intézet Központi Urológiai Intézetének vezető főorvosa volt. 1930-ban a közegészségügyi szolgálat terén kifejtett értékes munkássága elismeréséül elnyerte a magyar királyi egészségügyi főtanácsosi címet. 1938-ban a Kolozsvári Orvosegyesület és a római Società Italiana di Urologia tiszteletbeli tagjává választotta. Az 1925-ben megalakított Magyar Urológiai Társaság főtitkára és egyik alapítója, az Orvosi Kaszinó alelnöke és a Lipótvárosi Orvostársaság tiszteletbeli elnöke volt. Tanulmányai főképp az urológiai sebészetre, a vesetuberkulózisra és a prosztatatúltengés gyógykezelésére vonatkoznak. Halálát szívbénulás, vastagbélrák okozta.
A Kozma utcai izraelita temetőben nyugszik.

## Családja
Felesége Widder Hedvig (1890–1944) volt, Widder Mór és Kann Hermina lánya, akivel 1912. január 11-én Budapesten kötött házasságot.
Gyermekei:
- Farkas Marietta Zsuzsanna (1912–?). Férje Kőszeg Ferenc (1901–?) fogorvos. Elváltak.
- Farkas Judit (1920–?). Férje Rudnai (Rottenstein) Endre (1912–?) urológus-sebész.

## Művei
- A heveny és idült hólyaghurut kezeléséről. (Urológiai Szemle, 1909, 1.)
- A férfihúgycsőkankó kezelésének mai állása. (Urológiai Szemle, 1909, 2.)
- A here és a mellékhere gümős megbetegedésének gyógykezeléséről. (Urológiai Szemle, 1909, 3.)
- Gonococcus vaccinnal (arthigon) elért eredmények kankós ízületi gyulladás eseteiben. (Orvosi Hetilap, 1912, 39.)
- Az aktoprotin, egy új proteinkészítmény. (Gyógyászat, 1923, 36.)
- A prostata-hypertrophia pénztárorvosi szempontból. (Budapesti Orvosi Újság, 1924, 44.)
- Dystopiás egyoldali összenőtt vesék. Révész Vidorral. (Orvosi Hetilap, 1929, 12.)